# Monlong
Monlong (okzitanisch: Montlong) ist eine französische Gemeinde mit 109 Einwohnern (Stand: 1. Januar 2022) im Département Hautes-Pyrénées in der Region Okzitanien; sie gehört zum Arrondissement Tarbes. Die Einwohner werden Monlonais genannt.

## Geografie
Monlong liegt rund 32 Kilometer nordöstlich der Stadt Tarbes am Gers im Osten des Départements Hautes-Pyrénées. Umgeben wird Monlong von den Nachbargemeinden Gaussan im Norden, Lassales im Norden und Nordosten, Monléon-Magnoac im Nordosten, Arné im Osten und Südosten, Réjaumont und Tajan im Süden sowie Recurt im Westen.

## Bevölkerungsentwicklung
| Jahr                       | 1962 | 1968 | 1975 | 1982 | 1990 | 1999 | 2006 | 2018 |
| Einwohner                  | 172  | 152  | 163  | 147  | 119  | 110  | 104  | 103  |
| Quellen: Cassini und INSEE |      |      |      |      |      |      |      |      |

## Sehenswürdigkeiten

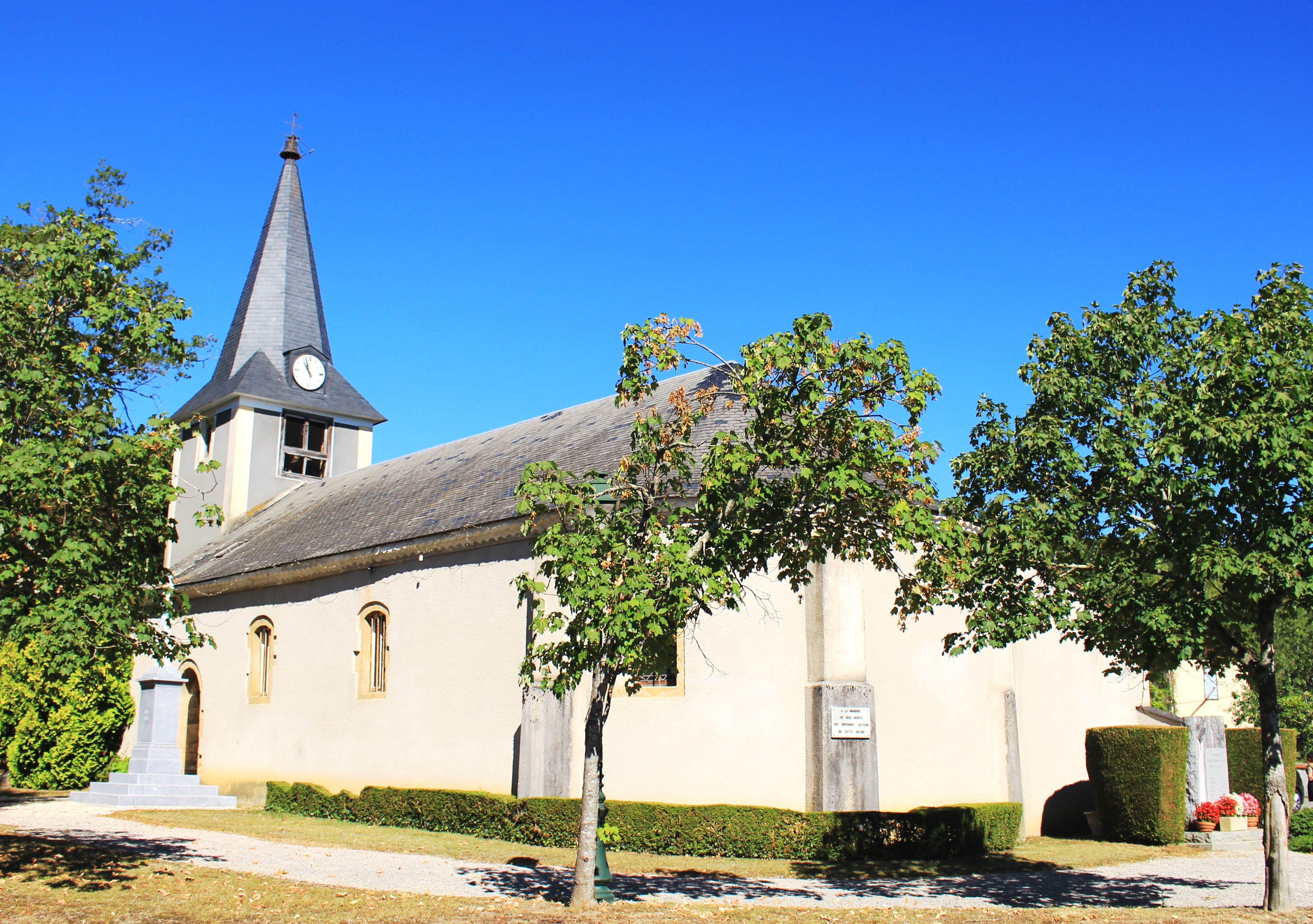
Kirche Saint-Jean-Baptiste

- Kirche Saint-Jean-Baptiste